# Vulcanodon
Vulcanodon là một chi sauropod tồn tại từ kỷ Jura Sớm ở khu vực Nam Phi, được Raath mô tả khoa học năm 1972. Loài duy nhất được biết đến là V. karibaensis. Được phát hiện vào năm 1969 tại Zimbabwe, nó được coi là loài sauropod được biết đến sớm nhất trong nhiều thập kỷ, đồng thời là một trong những loài sauropod nguyên thủy nhất đã được phát hiện. Nó nhỏ hơn hầu hết các loài sauropod khác, ước tính chiều dài khoảng 11 mét (36 ft). Vulcanodon được biết đến từ một bộ xương rời rạc bao gồm phần lớn xương chậu, chi sau, cẳng chi trước và đuôi, còn răng thật, hộp sọ, cổ và thân vẫn chưa tìm được.
Ban đầu, chi này được nhận định là một prosauropod vì những cái răng hình con dao tìm thấy gần hóa thạch của nó, điều này rất phù hợp với quan điểm lúc đó rằng prosauropod là khủng long ăn tạp. Tuy nhiên, các nhà khoa học hiện nay đã chứng minh được đó là răng của một con theropod chưa xác định có thể đã ăn xác nó. Vulcanodon bây giờ được biết đến là một con khủng long chân thằn lằn thực sự. Khi phát hiện ra loài Tazoudasaurus có liên quan, cả hai loài khủng long đã được thống nhất trong họ Vulcanodontidae, mặc dù điều này chưa được chấp nhận rộng rãi.

## Mô tả

So sánh kích thước giữa Vulcanodon với con người

Vulcanodon là một con sauropod nhỏ. Năm 2010, Gregory S. Paul đã ước tính chiều dài của nó là 11 mét, trọng lượng của nó là 3,5 tấn. Một số cuốn sách đề cập đến các ước tính thấp hơn với chiều dài khoảng 6,5 m (21,3 ft). Xương đùi của nó dài 110 cm.
Là một trong những con sauropod sớm nhất và nguyên thủy, điều quan trọng là phải hiểu được sự phát triển ban đầu của nhóm này. Nhóm sauropod tiến hóa từ sauropodomorph cơ bản (nhóm còn lại không chính thức gọi là "prosauropod") là những sinh vật nguyên thủy có thể đi bằng hai chân. Trong khi đó Vulcanodon đã tiến hóa để đi bằng bốn chân hoàn toàn, nhưng tỷ lệ chi của nó là sự trung gian giữa những con có tổ tiên là prosauropod của nó và những con sauropod sau này. Chân trước của nó tương tự như các sauropod sau này so với sauropodomorph cơ bản vì chân chúng thẳng, duyên dáng hơn nhiều và đầu gân của xương trụ có hình chữ v. Thật không may, răng thật, hộp sọ và cổ của Vulcanodon chưa được tìm thấy, mặc dù nó là chi khủng long nổi tiếng.

## Lịch sử khai quật
Vulcanodon chỉ được biết đến từ một địa phương duy nhất trên một hòn đảo của hồ Kariba, hồ nhân tạo lớn nhất thế giới, nằm ở phía bắc Zimbabwe (trước đây là Rhodesia). Hòn đảo nằm ở phía tây đồi Bumi, được gọi là "Island 126/127" dựa theo các biểu đồ sơ khai về hồ chưa được công bố, nhưng nó không có tên gọi chính thức. Chiếc xương đầu tiên được tìm thấy bởi B. A. Gibson tại thị trấn Kariba vào tháng 7 năm 1969, sau đó một nhóm khai quật đã tiến hành thu thập mẫu vật lần lượt vào tháng 10 năm 1969, tháng 3 và tháng 5 năm 1970. Đến nửa cuối năm 1970, phát hiện mới đã được trình bày tại một hội nghị khoa học ở Cape Town và một dòng chú thích ngắn gọn đã được xuất bản. Phát hiện mới chính thức được đặt tên và mô tả vào tháng 7 năm 1972 bởi nhà cổ sinh vật học Michael Raath. Tên gọi Vulcanodon (lat. Vulcanus – thần lửa La Mã; gr. odon – "răng") chỉ ra thực tế rằng bộ xương được tìm thấy trong đá sa thạch (vào thời điểm đó đã bị hiểu sai là một phần của Hệ tầng Batoka nhưng thực chất đó là một phần của đá sa thạch nằm bên dưới dòng dung nham của Hệ tầng Batoka vài mét) và nhấn mạnh những chiếc răng hình dao kỳ dị mà ngày nay được xác định là thuộc về theropod. Tên loài karibaensis đề cập đến địa điểm hóa thạch được phát hiện trên một hòn đảo nhỏ của hồ Kariba. Nó là một trong những loài khủng long đầu tiên được tìm thấy ở Zimbabwe.
Bộ xương (số danh mục QG24) được tìm thấy trên một sườn đồi do tác động của thời tiết, đã bị xói mòn một phần bởi sự tiếp xúc bề mặt và rễ cây. Nó bao gồm xương chậu và xương cùng, hầu hết các xương thuộc chi sau bên trái và bàn chân, một xương đùi phải và mười hai đốt sống đuôi trước. Tất cả các mảnh xương này thuộc về một cá thể vì chúng vẫn còn khớp với nhau (gắn kết với nhau). Hiện nay, bộ xương của Vulcanodon được lưu trữ trong Bảo tàng Lịch sử Tự nhiên Zimbabwe ở Bulawayo.
Raath (1972) ghi nhận việc phát hiện ra 9 chiếc răng hình con dao nằm rời rạc gần vùng xương chậu của bộ xương. Ông cho rằng xác Vulcanodon có thể đã chìm xuống với phần đầu và cổ bị uốn cong về phía sau, khi đó sọ sẽ ngửa ra phía trên vai và lưng, một tư thế chết thường thấy trong các hóa thạch khủng long. Răng sẽ là thứ duy nhất của hộp sọ được bảo tồn. Tuy nhiên, Cooper (1984) đã chứng minh những chiếc răng này không liên quan đến Vulcanodon mà thuộc về một loài theropod chưa xác định có thể đã ăn xác Vulcanodon.